# Mohamed M’Changama
Mohamed M’Changama (* 9. Juni 1987 in Marseille) ist ein französisch-komorischer Fußballspieler auf der Position des Stürmers.

## Vereinskarriere
M’Changama spielte in der Saison 2009/10 im CFA 2 für den Verein AS Gardanne. 2010 wechselte er in die zweite Liga zu Olympique Nîmes, wo er in 24 Spielen fünf Tore erzielen konnte. Nach nur einer Saison verließ er den Verein wieder und ging zum Ligakonkurrenten SC Amiens. 2012 stieg er mit diesem Verein jedoch in die dritte Liga ab. Nach zwei Jahren in Amiens, in deren Verlauf er nicht über sporadische Einsätze hinauskam, kehrte er 2013 in seine Geburtsstadt Marseille zurück, wo er im Viertligisten GS Consolat einen neuen Arbeitgeber fand. Bei diesem konnte er sich sofort als Stammkraft etablieren und leistete mit 13 erzielten Treffern im Verlauf der Spielzeit 2013/14 seinen Beitrag zum ersten Drittligaaufstieg der Vereinsgeschichte. 
Trotz des Erfolgs kehrte er Consolat im Sommer 2014 den Rücken und unterschrieb beim ebenfalls drittklassig antretenden Le Poiré-sur-Vie VF. Mit den Westfranzosen erlebte er einen ordentlichen Saisonstart und traf selbst drei Mal, verkündete aber schon im Oktober nach lediglich dreieinhalb Monaten seinen Abschied, auf den wenige Tage später seine Rückkehr zum Ligarivalen GS Consolat aus Marseille folgte. Dadurch bedingt wurde er zum Mannschaftskollegen seines Bruders Youssouf M’Changama, der kurz zuvor ebenfalls dort unterschrieben hatte.

## Nationalmannschaft
Im Alter von 23 Jahren kam er am 9. Oktober 2010 gegen Mosambik zu seinem Debüt für die komorische Nationalmannschaft. Dem folgten in den nachfolgenden Jahren gelegentlich weitere Berufungen.